# U19-Europamästerskapet i fotboll för damer 2004
U19-Europamästerskapet i fotboll för damer 2004 spelades i Finland 28 juli–8 augusti 2004.

## Gruppspel

### Grupp A
| Nr | Lag      | S | V | O | F | GM | IM | MS  | P |
| -- | -------- | - | - | - | - | -- | -- | --- | - |
| 1  | Tyskland | 3 | 3 | 0 | 0 | 15 | 0  | +15 | 9 |
| 2  | Spanien  | 3 | 2 | 0 | 1 | 7  | 8  | −1  | 6 |
| 3  | Schweiz  | 3 | 1 | 0 | 2 | 3  | 8  | −5  | 3 |
| 4  | Finland  | 3 | 0 | 0 | 3 | 1  | 10 | −9  | 0 |

|  | 28 juli 2004 | Spanien                                          | 3 – 1   | Schweiz                | Loviisan Keskuskenttä                            |                                                  |
|  |              | Miriam Diéguez 27′ Irune Murua 48′ Jade Boho 89′ | (1 – 0) | 57′ (sjm.) Ane Bergara | Lovisa Publik: 220 Domare: Paula Thörn (Sverige) | Lovisa Publik: 220 Domare: Paula Thörn (Sverige) |
|  |              |                                                  |         |                        | Lovisa Publik: 220 Domare: Paula Thörn (Sverige) | Lovisa Publik: 220 Domare: Paula Thörn (Sverige) |
|  |              |                                                  |         |                        | Lovisa Publik: 220 Domare: Paula Thörn (Sverige) | Lovisa Publik: 220 Domare: Paula Thörn (Sverige) |

|  | 28 juli 2004 | Finland | 0 – 4   | Tyskland                                                                   | Hyvinge Sportspark                                         |                                                            |
|  |              |         | (0 – 1) | 36′ Anja Mittag 50′ Lena Goeßling 64′ Simone Laudehr 70′ Melanie Behringer | Hyvinge Publik: 1 400 Domare: Gordana Kuzmanovic (Serbien) | Hyvinge Publik: 1 400 Domare: Gordana Kuzmanovic (Serbien) |
|  |              |         |         |                                                                            | Hyvinge Publik: 1 400 Domare: Gordana Kuzmanovic (Serbien) | Hyvinge Publik: 1 400 Domare: Gordana Kuzmanovic (Serbien) |
|  |              |         |         |                                                                            | Hyvinge Publik: 1 400 Domare: Gordana Kuzmanovic (Serbien) | Hyvinge Publik: 1 400 Domare: Gordana Kuzmanovic (Serbien) |

|  | 30 juli 2004 | Finland | 0 – 4   | Spanien                                                 | Grankulla Sportspark                                   |                                                        |
|  |              |         | (0 – 2) | 29′, 48′ Iraia Iturregi 43′ Jade Boho 90+2′ Irune Murua | Grankulla Publik: 850 Domare: Tanja Schett (Österrike) | Grankulla Publik: 850 Domare: Tanja Schett (Österrike) |
|  |              |         |         |                                                         | Grankulla Publik: 850 Domare: Tanja Schett (Österrike) | Grankulla Publik: 850 Domare: Tanja Schett (Österrike) |
|  |              |         |         |                                                         | Grankulla Publik: 850 Domare: Tanja Schett (Österrike) | Grankulla Publik: 850 Domare: Tanja Schett (Österrike) |

|  | 30 juli 2004 | Tyskland                                   | 4 – 0   | Schweiz | Loviisan Keskuskenttä                                    |                                                          |
|  |              | Annike Krahn 40′ Anja Mittag 63′, 79′, 86′ | (1 – 0) |         | Lovisa Publik: 440 Domare: Cristina Dorcioman (Rumänien) | Lovisa Publik: 440 Domare: Cristina Dorcioman (Rumänien) |
|  |              |                                            |         |         | Lovisa Publik: 440 Domare: Cristina Dorcioman (Rumänien) | Lovisa Publik: 440 Domare: Cristina Dorcioman (Rumänien) |
|  |              |                                            |         |         | Lovisa Publik: 440 Domare: Cristina Dorcioman (Rumänien) | Lovisa Publik: 440 Domare: Cristina Dorcioman (Rumänien) |

|  | 2 augusti 2004 | Schweiz                               | 2 – 1   | Finland           | Loviisan Keskuskenttä                                     |                                                           |
|  |                | Lara Dickenmann 22′ Vanessa Bürki 56′ | (1 – 0) | 61′ Taru Laihanen | Lovisa Publik: 1 530 Domare: Gordana Kuzmanovic (Serbien) | Lovisa Publik: 1 530 Domare: Gordana Kuzmanovic (Serbien) |
|  |                |                                       |         |                   | Lovisa Publik: 1 530 Domare: Gordana Kuzmanovic (Serbien) | Lovisa Publik: 1 530 Domare: Gordana Kuzmanovic (Serbien) |
|  |                |                                       |         |                   | Lovisa Publik: 1 530 Domare: Gordana Kuzmanovic (Serbien) | Lovisa Publik: 1 530 Domare: Gordana Kuzmanovic (Serbien) |

|  | 2 augusti 2004 | Tyskland | 7 – 0   | Spanien | Hyvinge Sportspark                                       |                                                          |
|  |                | Ana Belen Aguillera Caballero 10′ (sjm.) Simone Laudehr 19′, 51′ Anja Mittag 39′ Lena Goeßling 45′ Annike Krahn 5′ Katharina Griessemer 90′ | (4 – 0) |         | Hyvinge Publik: 550 Domare: Aušra Tvarijonaitė (Litauen) | Hyvinge Publik: 550 Domare: Aušra Tvarijonaitė (Litauen) |
|  |                | |         |         | Hyvinge Publik: 550 Domare: Aušra Tvarijonaitė (Litauen) | Hyvinge Publik: 550 Domare: Aušra Tvarijonaitė (Litauen) |
|  |                | |         |         | Hyvinge Publik: 550 Domare: Aušra Tvarijonaitė (Litauen) | Hyvinge Publik: 550 Domare: Aušra Tvarijonaitė (Litauen) |

### Grupp B
| Nr | Lag       | S | V | O | F | GM | IM | MS | P |
| -- | --------- | - | - | - | - | -- | -- | -- | - |
| 1  | Italien   | 3 | 1 | 1 | 1 | 7  | 4  | +3 | 4 |
| 2  | Ryssland  | 3 | 1 | 1 | 1 | 5  | 6  | −1 | 4 |
| 3  | Frankrike | 3 | 1 | 1 | 1 | 4  | 5  | −1 | 4 |
| 4  | Norge     | 3 | 1 | 1 | 1 | 2  | 3  | −1 | 4 |

|  | 28 juli 2004 | Norge                                   | 2 – 0   | Frankrike | Hyvinge Sportspark                                       |                                                          |
|  |              | Anneli Giske 21′ Tone Røst Heimlund 79′ | (1 – 0) |           | Hyvinge Publik: 450 Domare: Aušra Tvarijonaitė (Litauen) | Hyvinge Publik: 450 Domare: Aušra Tvarijonaitė (Litauen) |
|  |              |                                         |         |           | Hyvinge Publik: 450 Domare: Aušra Tvarijonaitė (Litauen) | Hyvinge Publik: 450 Domare: Aušra Tvarijonaitė (Litauen) |
|  |              |                                         |         |           | Hyvinge Publik: 450 Domare: Aušra Tvarijonaitė (Litauen) | Hyvinge Publik: 450 Domare: Aušra Tvarijonaitė (Litauen) |

|  | 28 juli 2004 | Italien                                             | 5 – 1   | Ryssland           | Loviisan Keskuskenttä                               |                                                     |
|  |              | Serena Coppolino 8′, 25′, 44′ Agnese Ricco 52′, 82′ | (3 – 0) | 46′ Elena Danilova | Lovisa Publik: 340 Domare: Tanja Schett (Österrike) | Lovisa Publik: 340 Domare: Tanja Schett (Österrike) |
|  |              |                                                     |         |                    | Lovisa Publik: 340 Domare: Tanja Schett (Österrike) | Lovisa Publik: 340 Domare: Tanja Schett (Österrike) |
|  |              |                                                     |         |                    | Lovisa Publik: 340 Domare: Tanja Schett (Österrike) | Lovisa Publik: 340 Domare: Tanja Schett (Österrike) |

|  | 30 juli 2004 | Norge | 0 – 0 | Italien | Kauriala Urheilukenttä                                      |  |
|  |              |       |       |         | Tavastehus Publik: 320 Domare: Gordana Kuzmanovic (Serbien) |  |
|  |              |       |       |         |                                                             |  |
|  |              |       |       |         |                                                             |  |

|  | 30 juli 2004 | Frankrike            | 1 – 1   | Ryssland            | Kauriala Urheilukenttä                                             |                                                                    |
|  |              | Gwenaelle Pele 90+2′ | (0 – 1) | 40′ Elena Terekhova | Tavastehus Publik: 460 Domare: Anri Saarivainio Hänninen (Finland) | Tavastehus Publik: 460 Domare: Anri Saarivainio Hänninen (Finland) |
|  |              |                      |         |                     | Tavastehus Publik: 460 Domare: Anri Saarivainio Hänninen (Finland) | Tavastehus Publik: 460 Domare: Anri Saarivainio Hänninen (Finland) |
|  |              |                      |         |                     | Tavastehus Publik: 460 Domare: Anri Saarivainio Hänninen (Finland) | Tavastehus Publik: 460 Domare: Anri Saarivainio Hänninen (Finland) |

|  | 2 augusti 2004 | Ryssland                                                                | 3 – 0   | Norge | Loviisan Keskuskenttä                                    |                                                          |
|  |                | Elena Terekhova 1′ Nora Holstad Berge 21′ (sjm.) Svetlana Tsydikova 28′ | (3 – 0) |       | Lovisa Publik: 390 Domare: Cristina Dorcioman (Rumänien) | Lovisa Publik: 390 Domare: Cristina Dorcioman (Rumänien) |
|  |                |                                                                         |         |       | Lovisa Publik: 390 Domare: Cristina Dorcioman (Rumänien) | Lovisa Publik: 390 Domare: Cristina Dorcioman (Rumänien) |
|  |                |                                                                         |         |       | Lovisa Publik: 390 Domare: Cristina Dorcioman (Rumänien) | Lovisa Publik: 390 Domare: Cristina Dorcioman (Rumänien) |

|  | 2 augusti 2004 | Frankrike                                          | 3 – 2   | Italien                   | Hyvinge Sportspark                                |                                                   |
|  |                | Élise Bussaglia 84′ Emilie L'huillier 90+1′, 90+3′ | (0 – 1) | 35′, 70′ Penelope Riboldi | Hyvinge Publik: 350 Domare: Paula Thörn (Sverige) | Hyvinge Publik: 350 Domare: Paula Thörn (Sverige) |
|  |                |                                                    |         |                           | Hyvinge Publik: 350 Domare: Paula Thörn (Sverige) | Hyvinge Publik: 350 Domare: Paula Thörn (Sverige) |
|  |                |                                                    |         |                           | Hyvinge Publik: 350 Domare: Paula Thörn (Sverige) | Hyvinge Publik: 350 Domare: Paula Thörn (Sverige) |

## Slutspel

### Slutspelsträd
|  | Semifinaler | Semifinaler |   |  | Final    | Final |  |
|  |             |             |   |  |          |       |  |
|  |             |             |   |  |          |       |  |
|  | Tyskland    | 8           |   |  |          |       |  |
|  | Ryssland    | 0           |   |  |          |       |  |
|  |             |             |   |  |          |       |  |
|  |             |             |   |  |          |       |  |
|  |             |             |   |  | Tyskland | 1     |  |
|  |             | Spanien     | 2 |  |          |       |  |
|  |             |             |   |  |          |       |  |
|  |             |             |   |  |          |       |  |
|  |             |             |   |  |          |       |  |
|  |             |             |   |  |          |       |  |
|  | Italien     | 0           |   |  |          |       |  |
|  | Spanien     | 1           |   |  |          |       |  |

### Semifinaler
|  | 5 augusti 2004 | Tyskland | 8 – 0   | Ryssland | Kauriala Urheilukenttä                              |                                                     |
|  |                | Susanne Kasperczyk 11′ Annike Krahn 49′ Anja Mittag 65′ Lena Goeßling 82′ Simone Laudehr 85′ Karolin Thomas 90′ Katharina Griessemer 90+1′, 90+3′ | (1 – 0) |          | Tavastehus Publik: 450 Domare: Paul Thörn (Sverige) | Tavastehus Publik: 450 Domare: Paul Thörn (Sverige) |
|  |                | |         |          | Tavastehus Publik: 450 Domare: Paul Thörn (Sverige) | Tavastehus Publik: 450 Domare: Paul Thörn (Sverige) |
|  |                | |         |          | Tavastehus Publik: 450 Domare: Paul Thörn (Sverige) | Tavastehus Publik: 450 Domare: Paul Thörn (Sverige) |

|  | 5 augusti 2004 | Italien | 0 – 1   | Spanien            | Kauriala Urheilukenttä                                  |                                                         |
|  |                |         | (0 – 1) | 88′ Miriam Diéguez | Tavastehus Publik: 490 Domare: Tanja Schett (Österrike) | Tavastehus Publik: 490 Domare: Tanja Schett (Österrike) |
|  |                |         |         |                    | Tavastehus Publik: 490 Domare: Tanja Schett (Österrike) | Tavastehus Publik: 490 Domare: Tanja Schett (Österrike) |
|  |                |         |         |                    | Tavastehus Publik: 490 Domare: Tanja Schett (Österrike) | Tavastehus Publik: 490 Domare: Tanja Schett (Österrike) |

### Final
|  | 8 augusti 2004 | Tyskland           | 1 – 2   | Spanien                          | Pohjola stadion                                          |                                                          |
|  |                | Annike Krahn 45+1′ | (1 – 1) | 29′ Jade Boho 53′ Iraia Iturregi | Vanda Publik: 2 600 Domare: Aušra Tvarijonaitė (Litauen) | Vanda Publik: 2 600 Domare: Aušra Tvarijonaitė (Litauen) |
|  |                |                    |         |                                  | Vanda Publik: 2 600 Domare: Aušra Tvarijonaitė (Litauen) | Vanda Publik: 2 600 Domare: Aušra Tvarijonaitė (Litauen) |
|  |                |                    |         |                                  | Vanda Publik: 2 600 Domare: Aušra Tvarijonaitė (Litauen) | Vanda Publik: 2 600 Domare: Aušra Tvarijonaitė (Litauen) |

## Sammanställning
| Nr | Lag       | S | V | O | F | GM | IM | MS  | P  |
| -- | --------- | - | - | - | - | -- | -- | --- | -- |
| 1  | Spanien   | 5 | 4 | 0 | 1 | 10 | 9  | +1  | 12 |
| 2  | Tyskland  | 5 | 4 | 0 | 1 | 24 | 2  | +22 | 12 |
| 3  | Italien   | 4 | 1 | 1 | 2 | 7  | 5  | +2  | 4  |
| 3  | Ryssland  | 4 | 1 | 1 | 2 | 5  | 14 | −9  | 4  |
| 5  | Frankrike | 3 | 1 | 1 | 1 | 4  | 5  | −1  | 4  |
| 5  | Norge     | 3 | 1 | 1 | 1 | 2  | 3  | −1  | 4  |
| 5  | Schweiz   | 3 | 1 | 0 | 2 | 3  | 8  | −5  | 3  |
| 5  | Finland   | 3 | 0 | 0 | 3 | 1  | 10 | −9  | 0  |